# Josias von Qualen (Propst, 1705)
Josias von Qualen (* 8. Dezember 1705; † 6. Mai 1775 auf Borghorst) war Herr auf Behrensbrook, Rothenstein und Borghorst, großfürstlicher Geheimrat sowie Probst vom Kloster Preetz.

## Leben
Josias von Qualen wurde als Sohn von Hinrich von Qualen (1663–1707) und der Magdalena von Buchwaldt (1670–1720) geboren und ist der jüngere Bruder von Henning von Qualen. Er war seit 1736 mit Elisabeth von Blome (1717–1783) verheiratet und hatte mit ihr 14 Kinder, von denen aber schon 8 im Kindesalter starben. Einer seiner Söhne war Josias von Qualen.
Zusammen mit seinem Bruder Henning studierte er 1722 in Halle, wurde anschließend bischöflich lübischer Kammerjunker und 1736 Oberschenk am Hofe Adolf Friedrichs, der 1751 König von Schweden wurde. Am 18. Februar 1736 hatte Qualen Gut Borghorst durch Erbvertrag mit seinen zukünftigen Schwiegervater Wolf von Blome erworben. Am 10. September 1736 wurde er „per majora“ zum Probst vom Kloster Preetz gewählt. 1742 ließ er das heutige Herrenhaus von Borghorst errichten.
Gegen Ende seiner Amtszeit als Propst hatte er einigen Streit auszutragen und legte dieses Amt schließlich, vier Jahre vor seinem Tod, 1771 nieder. 1774 noch wendete er sich mit einer Schrift erfolgreich gegen die Pläne des dänischen Außenministers Andreas Peter von Bernstorff, auch den nicht recipierten Grundbesitzern die Aufnahme in das rittschaftliche Corps zu ermöglichen. Peter Hirschfeld hat in seinem Buch Herrenhäuser und Schlösser in Schleswig-Holstein die Rolle Josias von Qualen mit der von Saint-Simons am Hofe Ludwig XIV. verglichen.
Siehe auch: Qualen (Adelsgeschlecht)

## Schriften
- (anonym): Beschreibung eines Adelichen Guths in Holstein nebst einigen Betrachtungen. s. n., s. l. 1760.
- Reflection über die in diesem Fasten-Markt 1774. zu bestimmende Frage: Ob eine in das Corps der Schleswig-Holsteinischen Noblesse vorzunehmende Reception unterschiedlicher Familien, nothwendig, oder auch nützlich sey? In: Anton Friedrich Büsching (Hrsg.): Magazin für die neue Historie und Geographie. Theil 9, 1775, S. 569–584, (Digitalisat).

## Kunst
- Balthasar Denner, Brautbilder der Eheleute Qualen 1736, Gut Wulfshagen.
- Unbekannt, Eheleute Qualen im fortgeschrittenen Alter, Gut Damp.